# ريناتو ريزيندي
ريناتو ريزيندي (بالإنجليزية: Renato Rezende) مواليد 28 فبراير عام 1991 في ريو دي جانيرو، ريو دي جانيرو، هو دراج برازيلي. شارك في دورة الألعاب الأولمبية الصيفية.

## روابط خارجية
- ريناتو ريزيندي على موقع نتائج كأس العالم لسباقات دراجات (بي.أم.إكس) (الإنجليزية)
- ريناتو ريزيندي على موقع اللجنة الأولمبية الدولية (الإنجليزية)
- ريناتو ريزيندي على موقع أوليمبيديا (الإنجليزية)